# Canto l'amore perché credo che tutto derivi da esso
 (mars 2025).
Albums de Charles Aznavour
Quando la canzone è arte / Buon anniversario (Aznavour... l'amore)
(1971) Il bosco e la riva
(1973)
Canto l'amore perché credo che tutto derivi da esso (Je chante l'amour car je crois que tout en découle) est le 5e album studio italien de Charles Aznavour, il est sorti en 1972.
Toutes les chansons ont été écrites par Aznavour, parfois en collaboration avec d'autres. Les chansons sont toutes traduites en italien par le parolier Giorgio Calabrese.
Les arrangements sont de Christian Gaubert, Claude Denjean, Clyde Borly et Léo Clarens. 

## Liste des chansons
| 1. | Quel che non si fa più (Les plaisirs démodés) | Charles Aznavour / Georges Garvarentz (Adapt. Giorgio Calabrese) | 05:48 |
| 2. | Come uno stupido (Me voilà seul)              | Charles Aznavour / Georges Garvarentz (Adapt. Giorgio Calabrese) | 04:32 |
| 3. | Ho vissuto (J'ai vécu)                        | Charles Aznavour (Adapt. Giorgio Calabrese)                      | 02:33 |
| 4. | Come le rose (Comme des roses)                | Charles Aznavour (Adapt. Giorgio Calabrese)                      | 03:06 |
| 5. | Ci si risveglierà (On se réveillera)          | Charles Aznavour / Georges Garvarentz (Adapt. Giorgio Calabrese) | 02:44 |
| 6. | Questo momento (L'instant présent)            | Charles Aznavour (Adapt. Giorgio Calabrese)                      | 03:54 |

| 7.  | Quello che si dice (Comme ils disent)                     | Charles Aznavour (Adapt. Giorgio Calabrese)                      | 04:55 |
| 8.  | Uno ad uno (Un par un)                                    | Charles Aznavour (Adapt. Giorgio Calabrese)                      | 02:41 |
| 9.  | D'amore non ne parlo più (Je ne veux plus parler d'amour) | Charles Aznavour (Adapt. Giorgio Calabrese)                      | 03:50 |
| 10. | I figli della guerra (Les enfants de la guerre)           | Charles Aznavour (Adapt. Giorgio Calabrese)                      | 03:30 |
| 11. | Partire (Partir)                                          | Charles Aznavour / Georges Garvarentz (Adapt. Giorgio Calabrese) | 03:13 |
| 12. | A mia moglie (À ma femme)                                 | Charles Aznavour (Adapt. Giorgio Calabrese)                      | 04:56 |